# Vidče
Vidče (deutsch Witsche) ist eine Gemeinde in der mährischen Walachei in Tschechien. Sie liegt fünf Kilometer südwestlich von Rožnov pod Radhoštěm und gehört zum Okres Vsetín.

## Geographie
Vidče erstreckt sich im Nordwesten des Wsetiner Berglandes im Tal des Baches Maretka, der am Hostýn in die Videčka mündet. Das Dorf liegt am Rande des Landschaftsschutzgebietes CHKO Beskydy. Nördlich erheben sich die Úlehle (466 m) und Vápenka (523 m), im Nordosten der Hradisko (522 m), östlich die Rysová hora (553 m), im Südosten der Na Vrchu (627 m), südlich der Polomec (603 m), Na Spině (560 m) und Těnkovec (556 m), im Südwesten der Ostrý vrch (672 m), westlich der U Javora (573 m) sowie im Nordwesten der Hostýn (416 m).
Nachbarorte sind Zubří im Norden, Hradisko, Bučiska, Rožnov pod Radhoštěm, Kramolišov und Tylovice im Nordosten, Kutiska, Uhliska, Hážovice und Vigantice im Osten, Hlaváčky, Žáry, Leskovec und Na Horách im Südosten, Valašská Bystřice, Kyselky, Na Hajduškách, Dražiska und Videčské Paseky im Süden, V Javoří, Fatůrky, Střítežské Paseky und Velká Lhota im Südwesten, V Sojově und Veselá im Westen sowie Střítež nad Bečvou, Na Háji und Hamry im Nordwesten.

## Geschichte
Vidče gehört neben Rožnov pod Radhoštěm und Zubří zu den ältesten Ortschaften der Rosenauer Gegend. Die erste schriftliche Erwähnung von Vitče erfolgte 1310 als Besitz des Bohuslav de Crazna, wobei zugleich auch ein Vogt genannt wurde. Im Jahre 1411 gewährte Lacek von Krawarn in der Herrschaft Rosenau das Heimfallsrecht, dabei wurde das Dorf Vič genannt. Aus dem Jahre 1507 ist der Ortsname Fojtova Vidče und von 1515 Wittcze überliefert. Das erste Grundbuch wurde 1589 angelegt, darin sind bis 1600 zehn Anwesen erfasst. Zwischen 1600 und 1620 lassen sich vier Wirtschaften und fünf Chaluppen, darunter im Jahre 1607 die Vogteimühle nachweisen. Am Hügel Vápenka entstand 1602 ein Kalkbruch und ein Kalkofen. 1621 führte der Vogt Jakub Hrbáč während des Walachischen Aufstandes die Aufständischen in der Herrschaft Rosenau an. 1647 bestanden in Vič zwanzig Chaluppen. Das Hufenregister von 1676 weist für Widcze 53 Anwesen, darunter die Vogtei, 18 Wirtschaften und 34 Chaluppen aus. Im 18. Jahrhundert wurde im Oberdorf am Hügel Svatoňku Eisenerz abgebaut, das an den Eisenhammer bei Zubří geliefert wurde. 1720 wurde der Ort als Wicze und 1751 als Widcze bezeichnet. Im Jahre 1790 bestand das Dorf aus 191 Häusern und hatte 920 Einwohner. Der Schulunterricht wurde 1821 im Haus Nr. 13 aufgenommen, zuvor erfolgte er in Zubří. 1834 war Widcze auf 180 Häusern angewachsen, in denen 1350 Personen lebten. Die Bewohner des Dorfes lebten von der Landwirtschaft, in den Bergen südlich des Ortes entstanden zahlreiche Pasekarenwirtschaften. Im 19. Jahrhundert bildete der Tabakschmuggel von Ungarn nach Mähren die Haupterwerbsquelle vieler Familien. Ein Teil betrieb als Zubrot Heimweberei. 1838 erfolgte der Bau eines Schulhauses. 1846 wurde das Dorf als Wicze bezeichnet. Bis zur Mitte des 19. Jahrhunderts blieb das Dorf immer nach Rožnov untertänig.
Nach der Aufhebung der Patrimonialherrschaften bildete Wicze/Witsche ab 1849 eine Gemeinde in der Bezirkshauptmannschaft Meziříčí. Zwischen 1855 und 1868 war sie dem Bezirk Rožnov pod Radhoštěm zugeordnet, und ab 1868 wieder dem Bezirk Meziříčí. Ab 1872 verwendete die Gemeinde den Namen Vič, ab 1881 Vitče und seit 1893 Vidče. In den 1920er Jahren entstanden in Vidče mehrere kleine Werkstätten, die Stühle, Karren, Spielzeug und andere Holzgegenstände in Handarbeit fertigten. Zwischen 1939 und 1940 wurde die alte Schule durch einen Neubau ersetzt. 1953 schlossen sich die Holzwerkstätten der Genossenschaft Portáš Valašská Bystřice an, nach dem ein Teil von ihren bereits seit 1951 für Portáš produziert hatte. Nach der Aufhebung des Okres Valašské Meziříčí wurde Vidče 1960 dem Okres Vsetín zugeordnet. Zwischen 1968 und 1972 wurde an das bestehende Schulhaus die Neue Schule angebaut. 1990 begann der Bau einer Turnhalle. Zu dieser Zeit setzte ein Auftragsrückgang für die Portáš-Werkstätten ein, der letztlich zu ihrer Schließung führte.

## Gemeindegliederung
Für die Gemeinde Vidče sind keine Ortsteile ausgewiesen. Zu Vidče gehören die Ansiedlungen Kutiska, Na Horách und Videčské Paseky.

## Sehenswürdigkeiten
- Neogotische Kirche St. Kyrill und Method, errichtet 1907–1914, ihre Weihe erfolgte 1920
- Hölzerner walachischer Glockenturm aus dem 18. Jahrhundert. Die Glocke wurde 1775 gegossen. Sie soll aus an der Svatoňku gewonnenem und in Zubří verarbeitetem Eisen als Signalglocke der Eisenerzgruben gefertigt sein. Der Glockenturm stand ursprünglich vor dem Gasthaus U Hanáčků bei den Neřádovy chalupy und wurde 1975 an seinen heutigen Standort vor der Kirche umgesetzt